# 高森町 (熊本県)
高森町（たかもりまち）は、熊本県の阿蘇地方の南東部にある町。阿蘇郡に属する。

## 地理
南阿蘇、阿蘇五岳の南東部に位置する。町域は阿蘇外輪山によって大きく東西二つに分かれる。総人口では西に隣接する南阿蘇村に劣るが、南阿蘇における中心地的地位を得ている。
西側は阿蘇カルデラの内部、南郷谷の一角である。人口の大部分が集中しており、町役場をはじめとする行政や商工観光の中心的機能が所在し、JR豊肥本線の立野駅と結ぶ南阿蘇鉄道の終点・高森駅もある。
東側は外輪山の外側で、北東は大分県、南東は宮崎県に接している。阿蘇地方及び熊本県の最東端部であり、奥阿蘇（おくあそ）の名称を冠する施設がいくつか見られる。
- 山：根子岳、高岳、中岳、清栄山
- 峠：高森峠、中坂峠、日の尾峠、大戸ノ口峠
- 河川：白川

### 気候
| 高森（1991年 - 2020年）の気候      | 高森（1991年 - 2020年）の気候 | 高森（1991年 - 2020年）の気候 | 高森（1991年 - 2020年）の気候 | 高森（1991年 - 2020年）の気候 | 高森（1991年 - 2020年）の気候 | 高森（1991年 - 2020年）の気候 | 高森（1991年 - 2020年）の気候 | 高森（1991年 - 2020年）の気候 | 高森（1991年 - 2020年）の気候 | 高森（1991年 - 2020年）の気候 | 高森（1991年 - 2020年）の気候 | 高森（1991年 - 2020年）の気候 | 高森（1991年 - 2020年）の気候 |
| 月                                 | 1月                           | 2月                           | 3月                           | 4月                           | 5月                           | 6月                           | 7月                           | 8月                           | 9月                           | 10月                          | 11月                          | 12月                          | 年                            |
| ---------------------------------- | ----------------------------- | ----------------------------- | ----------------------------- | ----------------------------- | ----------------------------- | ----------------------------- | ----------------------------- | ----------------------------- | ----------------------------- | ----------------------------- | ----------------------------- | ----------------------------- | ----------------------------- |
| 最高気温記録 °C （°F）             | 18.8 (65.8)                   | 21.3 (70.3)                   | 25.9 (78.6)                   | 28.0 (82.4)                   | 31.0 (87.8)                   | 34.0 (93.2)                   | 34.4 (93.9)                   | 35.0 (95)                     | 33.3 (91.9)                   | 29.3 (84.7)                   | 24.7 (76.5)                   | 21.0 (69.8)                   | 35.0 (95)                     |
| 平均最高気温 °C （°F）             | 6.8 (44.2)                    | 8.8 (47.8)                    | 12.7 (54.9)                   | 18.0 (64.4)                   | 22.6 (72.7)                   | 24.6 (76.3)                   | 28.4 (83.1)                   | 29.2 (84.6)                   | 26.0 (78.8)                   | 20.9 (69.6)                   | 15.3 (59.5)                   | 9.3 (48.7)                    | 18.5 (65.3)                   |
| 日平均気温 °C （°F）               | 2.2 (36)                      | 3.6 (38.5)                    | 7.1 (44.8)                    | 12.2 (54)                     | 16.9 (62.4)                   | 20.3 (68.5)                   | 23.9 (75)                     | 24.3 (75.7)                   | 21.1 (70)                     | 15.5 (59.9)                   | 9.9 (49.8)                    | 4.2 (39.6)                    | 13.4 (56.1)                   |
| 平均最低気温 °C （°F）             | −2.0 (28.4)                   | −1.1 (30)                     | 2.0 (35.6)                    | 6.6 (43.9)                    | 11.7 (53.1)                   | 16.5 (61.7)                   | 20.5 (68.9)                   | 20.8 (69.4)                   | 17.2 (63)                     | 10.8 (51.4)                   | 4.9 (40.8)                    | −0.4 (31.3)                   | 9.0 (48.2)                    |
| 最低気温記録 °C （°F）             | −13.2 (8.2)                   | −12.6 (9.3)                   | −8.6 (16.5)                   | −4.2 (24.4)                   | 2.1 (35.8)                    | 6.7 (44.1)                    | 11.6 (52.9)                   | 12.7 (54.9)                   | 4.9 (40.8)                    | −1.4 (29.5)                   | −4.9 (23.2)                   | −9.5 (14.9)                   | −13.2 (8.2)                   |
| 降水量 mm （inch）                 | 74.6 (2.937)                  | 105.9 (4.169)                 | 156.7 (6.169)                 | 164.1 (6.461)                 | 189.7 (7.469)                 | 536.0 (21.102)                | 447.9 (17.634)                | 229.5 (9.035)                 | 250.5 (9.862)                 | 113.1 (4.453)                 | 91.5 (3.602)                  | 75.5 (2.972)                  | 2,435.1 (95.87)               |
| 平均降水日数 （≥1.0 mm）           | 8.1                           | 9.6                           | 12.2                          | 11.4                          | 10.5                          | 16.2                          | 15.5                          | 12.8                          | 11.5                          | 8.4                           | 8.3                           | 8.3                           | 132.9                         |
| 平均月間日照時間                   | 116.3                         | 125.1                         | 151.8                         | 177.3                         | 184.0                         | 115.0                         | 147.4                         | 171.8                         | 139.2                         | 163.5                         | 138.7                         | 126.2                         | 1,761.4                       |
| 出典1：Japan Meteorological Agency |                               |                               |                               |                               |                               |                               |                               |                               |                               |                               |                               |                               |                               |
| 出典2：気象庁                      |                               |                               |                               |                               |                               |                               |                               |                               |                               |                               |                               |                               |                               |

### 隣接している市町村
- 阿蘇郡南阿蘇村
- 阿蘇市
- 上益城郡山都町
- 大分県竹田市
- 宮崎県西臼杵郡高千穂町

### 人口
| |                                        |  |
| 高森町と全国の年齢別人口分布（2005年） | 高森町の年齢・男女別人口分布（2005年） |  |
| ■紫色 ― 高森町 ■緑色 ― 日本全国 | ■青色 ― 男性 ■赤色 ― 女性              |  |
| 高森町（に相当する地域）の人口の推移 \| 1970年（昭和45年） \| 10,444人 \| \| \| 1975年（昭和50年） \| 9,352人 \| \| \| 1980年（昭和55年） \| 8,806人 \| \| \| 1985年（昭和60年） \| 8,531人 \| \| \| 1990年（平成2年） \| 8,069人 \| \| \| 1995年（平成7年） \| 7,703人 \| \| \| 2000年（平成12年） \| 7,300人 \| \| \| 2005年（平成17年） \| 7,081人 \| \| \| 2010年（平成22年） \| 6,716人 \| \| \| 2015年（平成27年） \| 6,325人 \| \| \| 2020年（令和2年） \| 5,789人 \| \| |                                        |  |
| 総務省統計局 国勢調査より |                                        |  |
| 1970年（昭和45年） | 10,444人                               |  |
| 1975年（昭和50年） | 9,352人                                |  |
| 1980年（昭和55年） | 8,806人                                |  |
| 1985年（昭和60年） | 8,531人                                |  |
| 1990年（平成2年） | 8,069人                                |  |
| 1995年（平成7年） | 7,703人                                |  |
| 2000年（平成12年） | 7,300人                                |  |
| 2005年（平成17年） | 7,081人                                |  |
| 2010年（平成22年） | 6,716人                                |  |
| 2015年（平成27年） | 6,325人                                |  |
| 2020年（令和2年） | 5,789人                                |  |

### 地名
- 高森
- 上色見（旧色見村）
- 色見（旧色見村）
- 尾下（旧野尻村）
- 河原（旧野尻村）
- 津留（旧野尻村）
- 野尻（旧野尻村）
- 草部（旧草部村）
- 下切（旧草部村）
- 菅山（旧草部村）
- 芹口（旧草部村）
- 中（旧草部村）
- 永野原（旧草部村）
- 矢津田（旧草部村）

## 歴史

### 近現代
- 1889年（明治22年）4月1日 町村制施行により阿蘇郡高森町が町制施行し高森町が発足[2]。
- 1894年（明治27年）1月12日 阿蘇郡草ヶ矢村が草部村に改称。
- 1955年（昭和30年）4月1日 阿蘇郡高森町・草部村・色見村が対等合併し、新町制による高森町が発足。
- 1957年（昭和32年）8月1日 阿蘇郡野尻村を編入。
- 2013年（平成25年）10月4日 - 「日本で最も美しい村」連合への加盟が認定された。

## 経済
- 2004年（平成16年）度町内総生産188億円。

産業は農林業と観光業が主体。
農業は畑作・稲作や花き・葉たばこ生産、畜産、林業などで発展してきた。近年は大根、キャベツなどの高冷地野菜のブランド化も推進され、スイカ・メロンの生産も盛んになってきた。

## 姉妹都市・提携都市

### 国内
友好都市
-  高森町（長野県下伊那郡）

## 観光

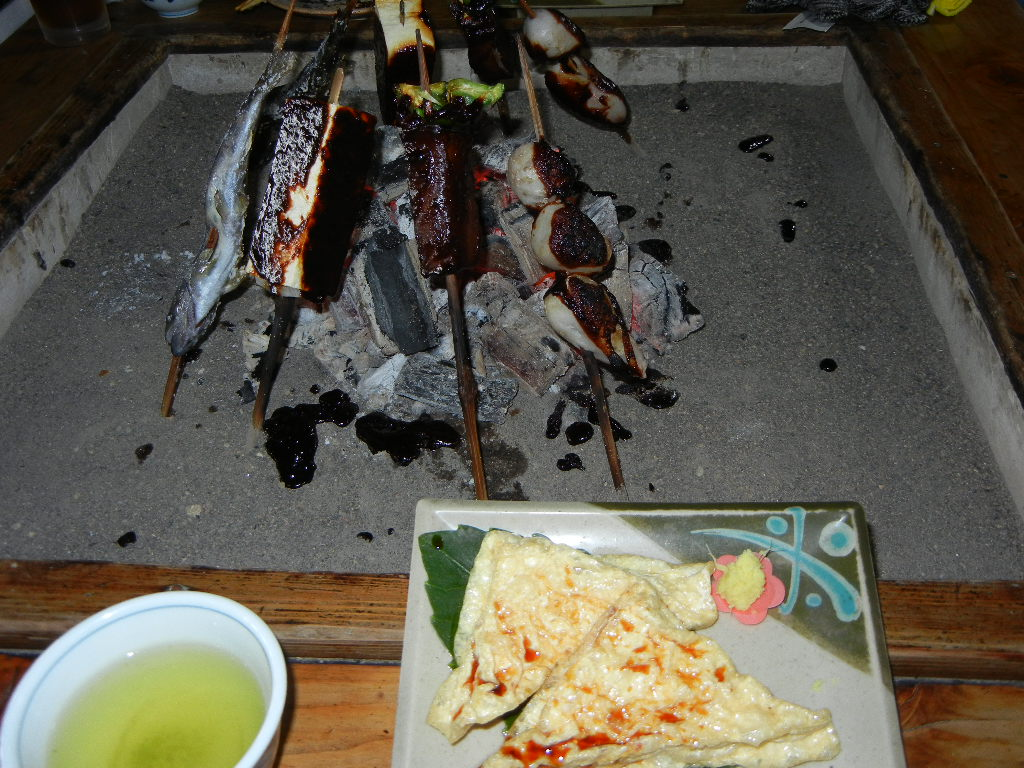
高森田楽

南阿蘇の豊かな山野に囲まれて過ごすグリーンツーリズム型が主であり、観光農園やペンション、キャンプ場が点在する。地元の野菜・山菜や手作りの漬物・菓子・ハムなどを販売する物産館も数か所ある。料理は素朴な味わいの「高森田楽」 や炭焼き地鶏が有名。

### 名所・旧跡・観光スポット
- 根子岳 - 町の北側にそびえる阿蘇五岳の一つ。五岳の東端にあり最も古く、山頂や斜面が侵食されてギザギザの奇観をなしている。夕陽を浴びて赤く染まると「西遊記」に登場する火焔山のよう。「くまもと自然百景」の第一位に選ばれている。最高峰「天狗岩」付近は崩落が進んでおり、登山が難しい。
- 高森湧水トンネル公園 - 旧国鉄の高森線と高千穂線を結び九州を横断する鉄道を建設するために掘られたが、多量の地下水が湧出して工事は中止。その跡を活用・整備したもの。トンネルの中は湧水が流れる。ライトアップされ、ウォーターパールが幻想的な空間を演出している。
- 九十九曲り - 外輪山の南側から、高森峠を越えて町の中心部に下りていく途中約4kmが、幾重にも曲がりくねるためこう呼ばれる。春は6,000本の桜が沿道を飾る。高森峠からは、町の中心部がある南郷谷やその向こうにそびえる阿蘇五岳のパノラマが見晴らせる[6]。
- ゆうすげ号 - 南阿蘇鉄道の立野～高森間を片道1時間のゆっくりしたスピードで結ぶトロッコ列車。
- 高森温泉
- 月廻り公園
- 鍋の平キャンプ場
- 奥阿蘇キャンプ場
- 永秀寺 (熊本県高森町)
- 草部吉見神社
- ニャンロクゴ - 国道265号線のことを地元では語呂合わせで2（ニャン）6（ロク）5（ゴー）と呼んでいる。これは根子岳にまつわる猫の伝説にちなむ。[7]高森町国道265号線（村山・上色見地区）界隈には、阿蘇の神話にまつわる祠や神社などが点在し、その神秘的な佇まいは知る人ぞ知る観光スポットである[8]として人気が高まっている。

## 交通
- 最寄り空港は熊本空港（阿蘇くまもと空港）

### 鉄道
- 南阿蘇鉄道[9]
  - 高森線：高森駅

### 路線バス

#### 長距離バス

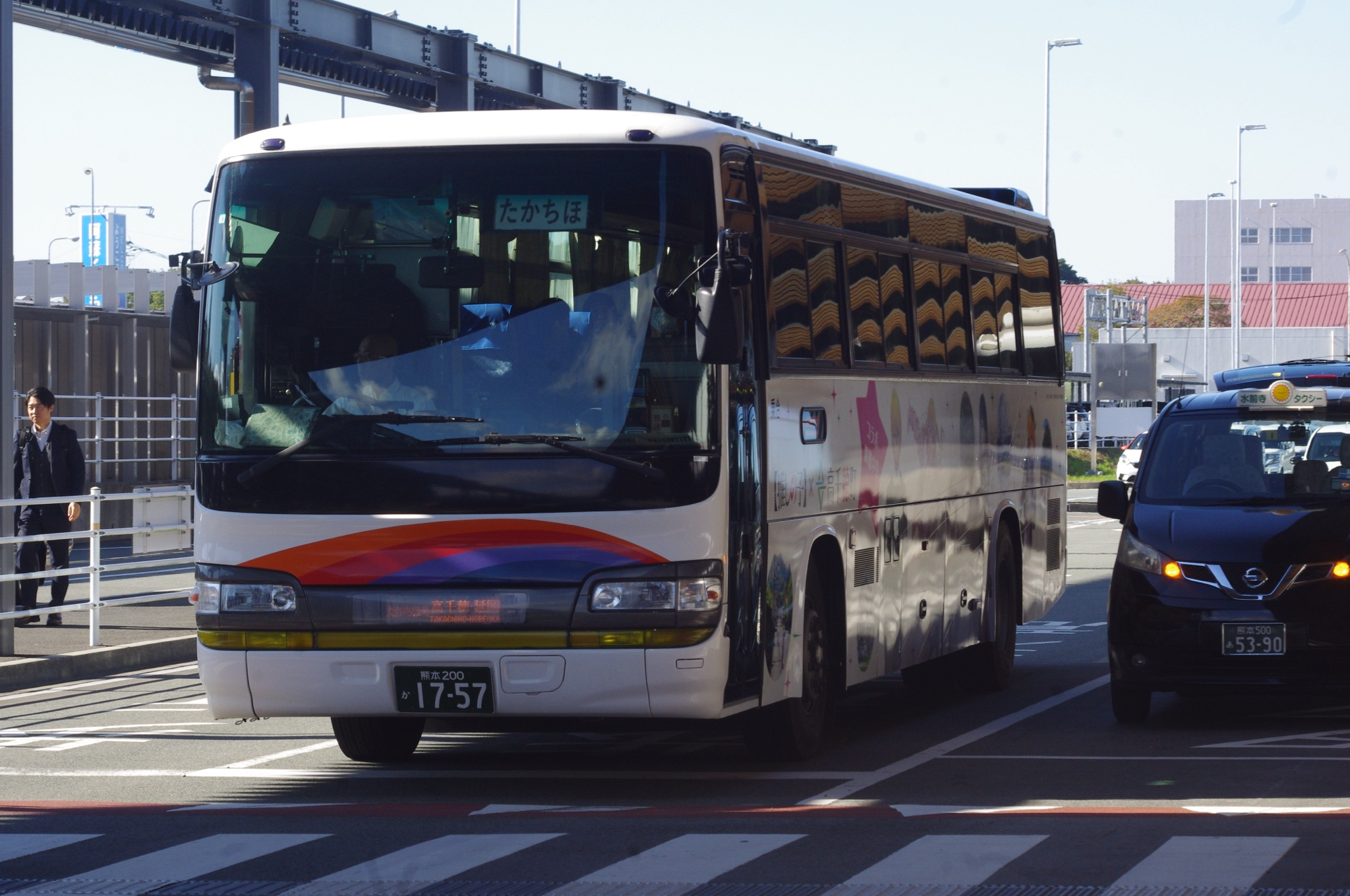
たかちほ号（九州産交バス）

- たかちほ号（九州産交バス）特急「たかちほ号・あそ号」（九州産交バス・宮崎交通）：熊本市 - 熊本空港 - 西原村 - 南阿蘇村 - 高森町 - 山都町 - 五ヶ瀬町 - 高千穂町 - 日之影町 - 延岡市
- 快速「たかもり号」（九州産交バス）：熊本市 - 熊本空港 - 西原村 - 南阿蘇村 - 高森町
- ハッコーライナー（ハッコートラベル）：福岡市 - 高森町

#### 一般路線
- 高森町民バス（高森町）
- ゆるっとバス（南阿蘇村）　※全便高森駅を発着し両町村間を結ぶ
  - いずれも運行は産交バスに委託してある。

かつては大津町の大津中央 - 高森中央間を結ぶ路線をはじめ複数の一般路線が運行されていたが2009年（平成21年）9月末までに全路線が廃止され、現在はコミュニティバスのみの運行となっている。このほか、「高森～馬見原」間の一般路線も運行していたが、2007年（平成19年）4月1日をもって下記の山都町バスとなった。
- 高森中央＝旅草＝上差尾＝馬見原
- 高森中央＝柳＝上差尾＝馬見原
- 高森中央＝柳＝今村＝馬見原
  - こちらは山都町蘇陽地区の南阿蘇交通に運行を委託

### 道路

#### 一般国道
- 国道265号
- 国道325号
- 国道503号

#### 主要地方道
- 熊本県道8号竹田五ヶ瀬線
- 熊本県道28号熊本高森線
- 熊本県道41号高森波野線

#### 一般県道
- 熊本県道151号清和高森線
- 熊本県道177号高森停車場線
- 熊本県道212号津留柳線
- 熊本県道217号河原新波野線
- 熊本県道218号上色見草部線
- 熊本県道319号仏原高森線

## 行政
- 町長：草村大成
- 町議会議員 10人

### 警察
- 高森警察署

### 裁判所
- 高森簡易裁判所

## 教育

### 高等学校
- 熊本県立高森高等学校

### 義務教育学校
- 高森町立高森東学園義務教育学校

### 中学校
- 高森町立高森中学校 (熊本県)

### 小学校
- 高森町立高森中央小学校

## 出身者
- 武田真一 （フリーアナウンサー、元NHKアナウンサー）
- 藤本朝巳（イギリス児童文学研究者）
- マッコイ本田（ローカルタレント）
- 堀江信彦（週刊少年ジャンプ元編集長：歴代最高650万部。現コアミックス社長)